# Shor (Film)
Shor (Hindi: शोर, śor; übersetzt: Lärm) ist ein Hindi-Film von Manoj Kumar aus dem Jahr 1972. 

## Handlung
Shankar führt mit seiner Frau Geeta und seinem Sohn Deepak ein glückliches Leben. Das Familienglück zerbricht als Deepak auf den Bahngleisen spielt und plötzlich ein Zug auf ihn zurast. Seine Mutter opfert ihr eigenes Leben und schuppst ihn von den Gleisen. Deepak selbst hat sich schwerverletzt, sodass er auch nicht mehr sprechen kann.
Shankar versucht Deepak nun auch die Mutter zu ersetzen und einen Arzt sucht, der eine schwierige Operation durchführen kann. Sein bester Freund Khan Badshah unterstützt ihn dabei, wo er nur kann. Auch möchte er seine forsche, energiereiche Adoptivtochter Raat Ki Rani (Königin der Nacht) mit Shankar verkuppeln. Shankar ist hingegen mit Deepaks Genesung beschäftigt. Letztendlich erlangt Deepak zwar seine Stimme zurück, jedoch wird Shankar taub und kann seinen Sohn nicht mehr singen hören.

## Musik
| Lied                       | Sänger                                     |
| -------------------------- | ------------------------------------------ |
| Ek Pyar Ka Nagma Hai       | Lata Mangeshkar, Mukesh                    |
| Ek Pyar Ka Nagma Hai - Sad | Lata Mangeshkar, Mukesh                    |
| Jeevan Chalne Ka Naam      | Mahendra Kapoor, Manna Dey, Shyama Chittar |
| Macha Diya Shor            | Lata Mangeshkar                            |
| Pani Re Pani               | Lata Mangeshkar, Mukesh                    |
| Shehnai Baje Na Baje       | Lata Mangeshkar                            |

## Auszeichnungen
Filmfare Award 1973
- Filmfare Award/Bester Schnitt an Manoj Kumar

Nominierungen
- Filmfare Award/Beste Regie an Manoj Kumar
- Filmfare Award/Beste Story an Manoj Kumar
- Filmfare Award/Bester Nebendarsteller an Premnath
- Filmfare Award/Beste Musik an Laxmikant-Pyarelal
- Filmfare Award/Bester Liedtext an Santosh Anand für das Lied Ek Pyar Ka Nagma Hai
- Filmfare Award/Bester Playbacksänger an Mukesh für das Lied Ek Pyar Ka Nagma Hai